# Turkije op het Eurovisiesongfestival 1989
Turkije deed mee aan het Eurovisiesongfestival 1989 in Lausanne, Zwitserland. Het was de 12de deelname van het land op het Eurovisiesongfestival. Het lied werd gekozen door middel van een nationale finale. 

## Selectieprocedure
De kandidaat voor Turkije op het Eurovisiesongfestival werd gekozen door een nationale finale die plaatsvond op 11 maart 1989 in de studio's van de nationale omroep TRT. In totaal werden er 16 liedjes gekozen die allemaal meededen in de finale. De winnaar werd gekozen door een jury.
De top 3 zag er als volgt uit:
| Artiest                   | Lied            | Punten |
| ------------------------- | --------------- | ------ |
| Grup Pan                  | Bana Bana       | 71     |
| Kayahan                   | Ve Melankoli    | 63     |
| Serap Altın-Gül Akad      | Hasret          | 57     |
| Hazal Selçuk-Selim Selçuk | Bir Resimde Sen | 57     |

## In Lausanne
In Zwitserland trad Turkije als 5de land aan,  net na Nederland en voor België. Op het einde van de stemming bleek dat ze 5 punten gekregen hadden en dat ze daarmee op de tweede laatste plaats eindigden. 

### Gekregen punten

#### Finale
| 12 punten | 10 punten     | 8 punten | 7 punten | 6 punten |
| --------- | ------------- | -------- | -------- | -------- |
|           |               |          |          |          |
| 5 punten  | 4 punten      | 3 punten | 2 punten | 1 punt   |
|           | - Joegoslavië |          |          | - Spanje |

### Punten gegeven door Turkije

#### Finale
Punten gegeven in de finale:
| 12 punten | Joegoslavië         |
| 10 punten | Finland             |
| 8 punten  | Zwitserland         |
| 7 punten  | Ierland             |
| 6 punten  | Denemarken          |
| 5 punten  | Noorwegen           |
| 4 punten  | Portugal            |
| 3 punten  | Oostenrijk          |
| 2 punten  | Spanje              |
| 1 punt    | Verenigd Koninkrijk |